# 덜위치칼리지서울영국학교
덜위치칼리지서울영국학교(Dulwich College Seoul)는 서울특별시 서초구에 있는 영국계 외국인학교이다. 현재 유치원부터 고등학교까지의 과정을 운영하고 있다.

## 연혁
- 2010년 9월 1일 : 개교